# (38516) 1999 TQ248
1999 TQ248 (asteroide 38516) é um asteroide da cintura principal. Possui uma excentricidade de 0.19102950 e uma inclinação de 17.02286º.
Este asteroide foi descoberto no dia 8 de outubro de 1999 por CSS em Catalina.